# Kootenay (région)
Pour les articles homonymes, voir Kootenay (homonymie).

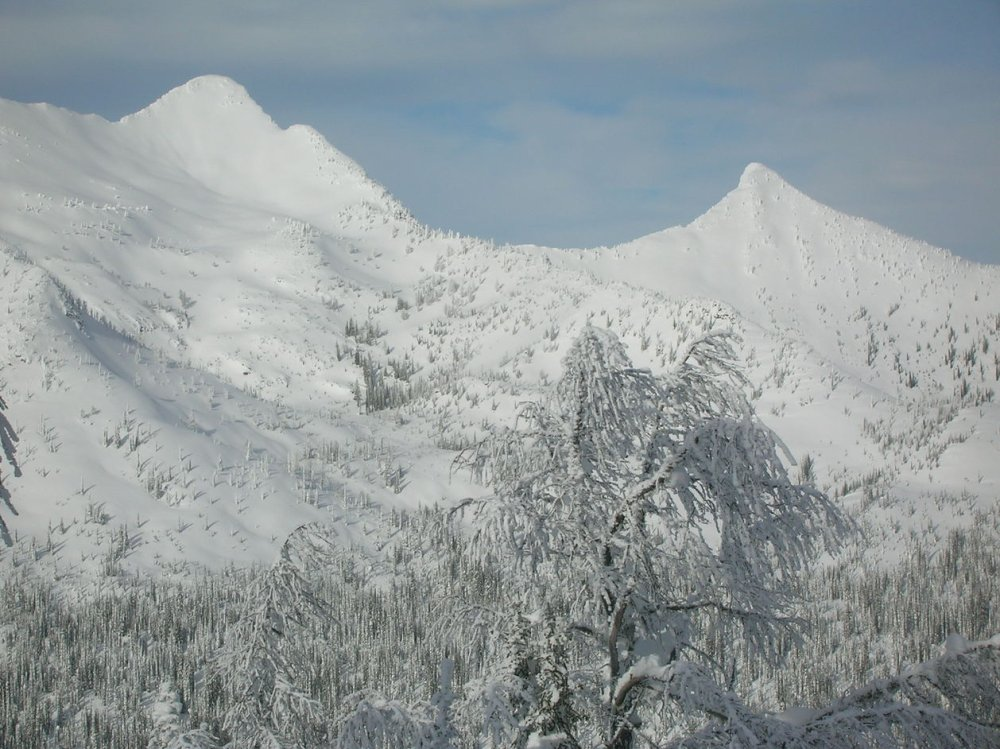
Parc National de Kootenay

Le Kootenay (ou dans le langage courant « les Kootenays ») est la région située à l'extrême sud-est de la province de Colombie-Britannique au Canada. Le Kootenay est divisé en plusieurs entités, notamment East Kootenay et West Kootenay ce qui explique que l'on parle souvent des Kootenays (en anglais The Kootenays). L'expression Central Kootenay est purement administrative, il s'agit du nom d'un nouveau district régional qui couvre une partie de la région historique de West Kootenay, elle est uniquement utilisée dans ce sens.

## Géographie physique
Le Kootenay est une région très montagneuse qui est composée d'une série de chaines de montagnes globalement orientées selon un axe nord-sud et séparées par de longues vallées étroites.
Les montagnes suivantes sont situées dans le Kootenay : Rocheuses canadiennes et montagnes Columbia (constituées des montagnes Monashee, montagnes Selkirk, montagnes Purcell et, plus au nord de la région Kootenay, des montagnes Cariboo). Les principales vallées sont celle de la Columbia et celle de la Kootenay.
La région a une forme globalement triangulaire dont les limites sont définies par les éléments suivants :
- À l'est, la frontière avec la province de l'Alberta qui suit la ligne de crêtes des Rocheuses canadiennes (Continental Divide)
- Au sud, la frontière avec les États-Unis, le long du 49e parallèle nord
- À l'ouest, la ligne de crêtes des montagnes Monashee depuis Rossland jusqu'au lac Kinbasket.

Avec une superficie de 58 000 km2 c'est la plus petite région de Colombie-Britannique. Sa population s'élève à environ 150 000 habitants.

## Géographie humaine
La région abrite plus de douze parcs provinciaux, le parc national de Kootenay et le parc national de Yoho.
La principale ville du Kootenay est Cranbrook, les autres villes sont notamment Revelstoke, Radium Hot Springs, Golden, Salmo, Rossland, Nelson et Castlegar.